# David Grinspoon
David H. Grinspoon (ur. 1959) – amerykański astrobiolog. Jest starszym naukowcem w Planetary Science Institute, był inauguracyjnym przewodniczącym Astrobiologii NASA / Biblioteki Kongresu Barucha S. Blumberga w latach 2012–2013.

## Życiorys
David Grinspoon urodził się w 1959 roku. Jego ojcem naukowiec i pisarz Lester Grinspoon. David Grinspoon uzyskał stopnie naukowe z filozofii nauki i nauk planetarnych na Uniwersytecie Browna oraz doktorat z nauk planetarnych na Uniwersytecie Arizony.

## Kariera
Grinspoon jest doradcą NASA w zakresie strategii eksploracji kosmosu. Pełni także rolę konsultanta projektu Venus Express Europejskiej Agencji Kosmicznej. Jest członkiem zespołu naukowego NASA Astrobiology Institute Titan Team i kierownikiem zespołu ds. edukacji i działań informacyjnych dla detektora oceny promieniowania (RAD) w marsjańskim laboratorium naukowym. David Grinspoon jest także autorem artykułów, które publikuje w wielu czasopismach, takich jak Slate, Scientific American, Natural History, The Sciences, Seed, Astronomy, The Boston Globe, LA Times i The New York Times. Artykuły techniczne Grinspoona zostały opublikowane między innymi w Nature, Science. Grinspoon pisze również dwumiesięczną kolumnę „Cosmic Relief” dla magazynu Sky & Telescope, gdzie jest również współredaktorem. Ponadto kilkakrotnie występował jako gość, a także jako gościnny gospodarz popularnego podcastu Neila deGrasse Tysona i programów na żywo StarTalk.